# Similosodus choumi
Similosodus choumi är en skalbaggsart som beskrevs av Stefan von Breuning 1963. Similosodus choumi ingår i släktet Similosodus och familjen långhorningar.
Artens utbredningsområde är Laos. Inga underarter finns listade i Catalogue of Life.